# Opéra royal du château de Versailles
 (janvier 2019).
Si vous disposez d'ouvrages ou d'articles de référence ou si vous connaissez des sites web de qualité traitant du thème abordé ici, merci de compléter l'article en donnant les références utiles à sa vérifiabilité et en les liant à la section « Notes et références ».
L’opéra royal du château de Versailles est une salle d'opéra construite sous Louis XV à l'extrémité de l'aile nord du château de Versailles (Yvelines).

## Genèse

### Les opéras avant l'opéra
Sous Louis XV, le petit théâtre de la cour des Princes était incommode et ne se prêtait plus aux nouvelles modes. Pour distraire le roi, Madame de Pompadour monta une petite troupe de comédiens choisis parmi ses amis ; la marquise elle-même tenait sa place. La petite troupe eut deux théâtres successifs à sa disposition, théâtres provisoires et démontables installés d'abord dans la Petite Galerie puis dans la cage de l’escalier des Ambassadeurs. Ces petites salles accueillaient très peu de spectateurs et n'étaient pas considérées comme des théâtres de cour.

### Le projet
En faisant construire l’aile du Nord, Louis XIV avait pensé y bâtir un opéra, les mauvaises finances de la fin de son règne l’en empêchèrent.
Si le théâtre a été construit à l'extrémité de l'aile Nord, c'est aussi parce que non loin se tenaient deux grands réservoirs d'eaux qui alimentaient les Grandes Eaux des jardins : leur proximité garantissait un minimum de sécurité en cas d'incendie.
Louis XV fit reprendre le projet à l’occasion du mariage prochain de son petit-fils avec l’archiduchesse Marie-Antoinette. Quelques années avant sa mort, le 16 mai 1770, lors dudit mariage, Louis XV parachevait ainsi l’œuvre du Roi-Soleil.

### La construction

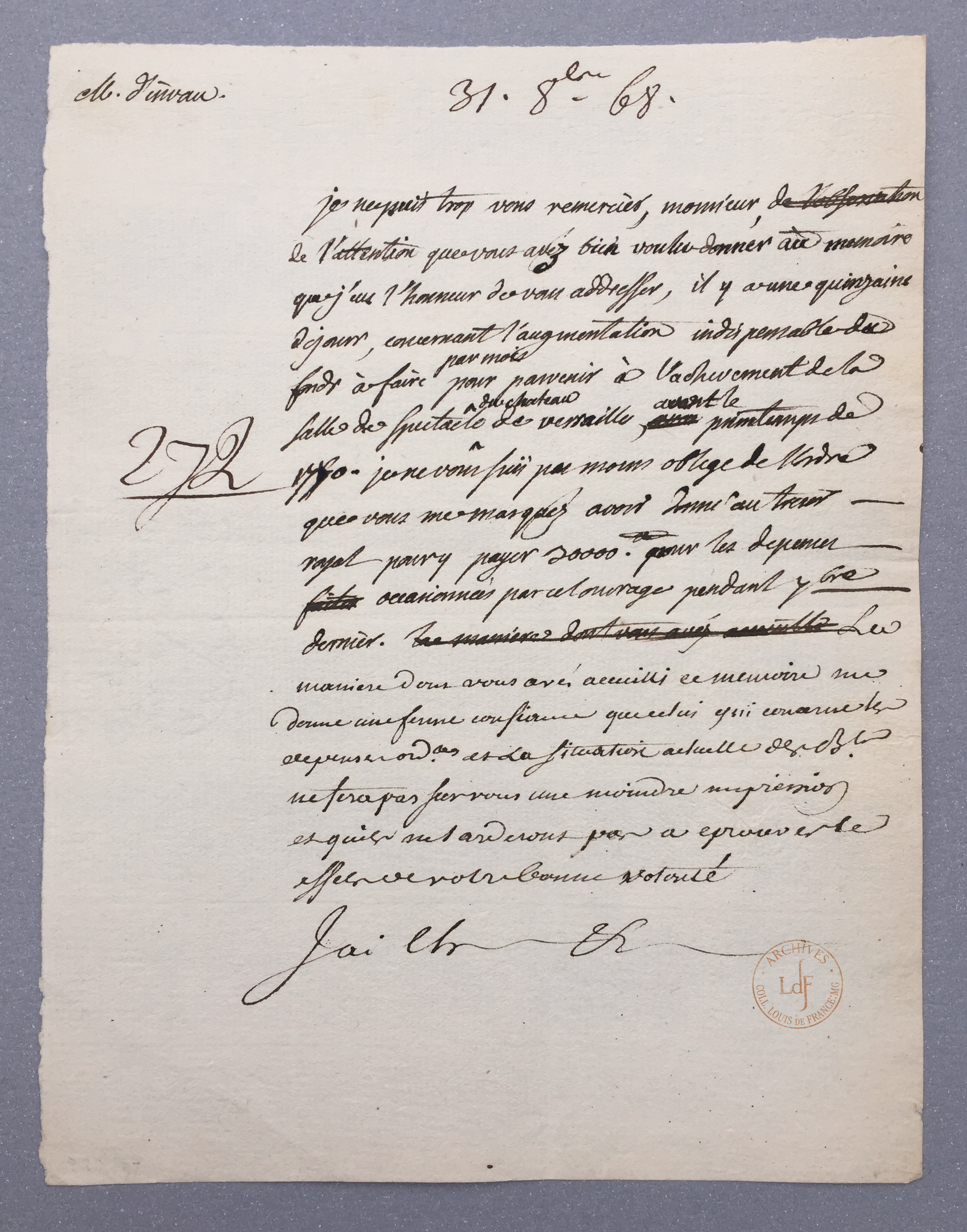
Marquis de Marigny: Brouillon d’une lettre adressée au Contrôleur général des finances Étienne Maynon d'Invault afin de lui rappeler qu’il a besoin d’une augmentation des fonds pour « parvenir à l’achèvement de la salle de spectacle du Château de Versailles, avant le printemps de 1770 » (mariage du futur Louis XVI avec Marie-Antoinette d'Autriche). 31 octobre 1768).

La construction fut commencée en 1768 sous ordre du roi par prévision des mariages de ses petits-enfants, la construction dura deux ans et L'Opéra fut inauguré le 16 mai 1770 lors du mariage de Louis XVI de France et de Marie-Antoinette d'Autriche,.
La construction de l'Opéra de Versailles marque l'aboutissement de près d'un siècle de recherches, d'études et de projets : car, s'il n'a été édifié qu'à la fin du règne de Louis XV, il a été prévu dès 1682, date de l'installation de Louis XIV à Versailles. Le Roi, en effet, avait chargé Jules Hardouin-Mansart et Vigarani de dresser les plans d'une salle des ballets, et l'architecte en avait réservé l'emplacement à l'extrémité de l'aile neuve, qui allait s'élever au cours des années suivantes. Le choix de cet emplacement était, au demeurant, fort judicieux : la proximité des réservoirs constituait un élément de sécurité en cas d'incendie, et la forte déclivité du terrain permettait d'obtenir, pour la scène, des « dessous » importants sans qu'il soit nécessaire de creuser profondément; aussi bien ce choix ne fut-il jamais remis en question par les successeurs de Mansart.
Les travaux de gros œuvre furent commencés dès 1685, mais furent vite interrompus en raison des guerres et des difficultés financières de la fin du règne. Louis XV, à son tour, recula longtemps devant la dépense, de sorte que, pendant près d'un siècle, la cour de France dut se contenter d'une petite salle de comédie aménagée sous le passage des Princes. Lorsqu'on voulait représenter un grand opéra, nécessitant une grande figuration et une machinerie compliquée, on construisait dans le manège de la Grande Écurie une salle provisoire que l'on démolissait le lendemain des fêtes: ce fut le cas, en particulier, lors des fêtes données à l'occasion du mariage du Dauphin en février 1745. Mais cette solution présentait de tels inconvénients que Louis XV résolut d'édifier une salle définitive dont il confia la construction à son Premier architecte, Ange-Jacques Gabriel. 
Toutefois, la mésentente entre Gabriel et le directeur des Bâtiments du roi, Abel-François Poisson de Vandières, marquis de Marigny, conduisit ce dernier à confier en sous-main le chantier à Charles De Wailly, son protégé, architecte plus novateur, qui œuvrait alors à l'hôtel d'Argenson, sis au Palais-Royal à Paris, ex-Chancellerie d'Orléans, hôtel qui faisait alors sensation. La plupart des artistes retenus (Augustin Pajou, Louis Jean-Jacques Durameau, Gabriel Briard) pour l'opéra étaient issus de ce chantier fameux, entamé en 1765 et qui ne sera pas achevé avant 1772. Marigny avait retenu les conseils du marquis Marc-René de Voyer d'Argenson, grand connaisseur et mécène du moment. 
La réalisation de ce grand dessein devait demander plus de vingt ans. Au cours de cette longue période, Gabriel, qui avait étudié les principaux théâtres d'Italie, en particulier ceux de Vicence, de Bologne, de Parme, de Modène et de Turin, présenta au roi différents projets dont aucun ne fut accepté. C'est seulement en 1768 que le roi, en prévision des mariages successifs de ses petits-enfants, se décida enfin à donner l'ordre de commencer les travaux. Ceux-ci furent poussés activement et l'Opéra, achevé en vingt-trois mois, fut inauguré le 16 mai 1770, jour du mariage du Dauphin avec l'archiduchesse Marie-Antoinette, avec une représentation de Persée de Quinault et Lully.

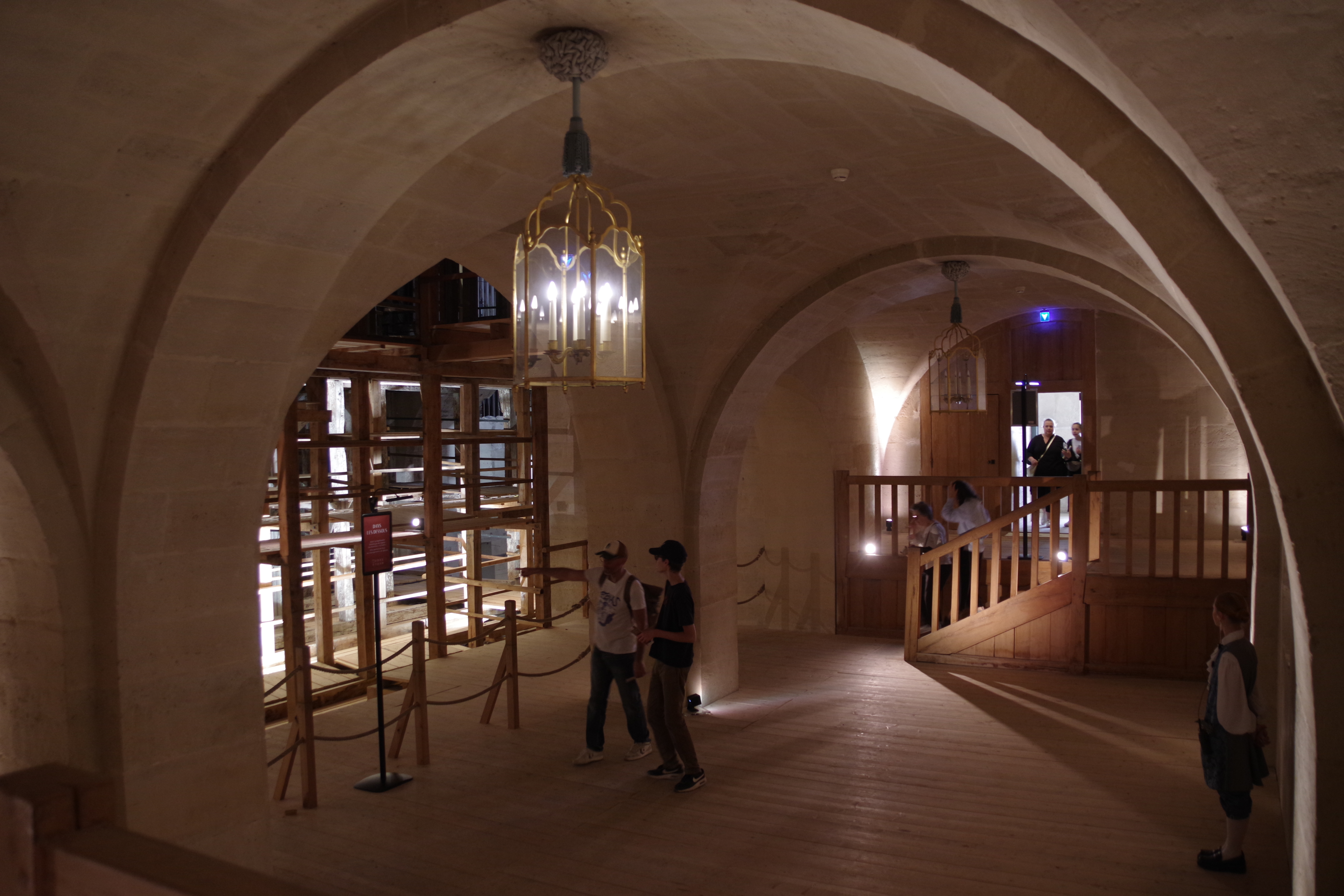
Dessous de l'Opéra.
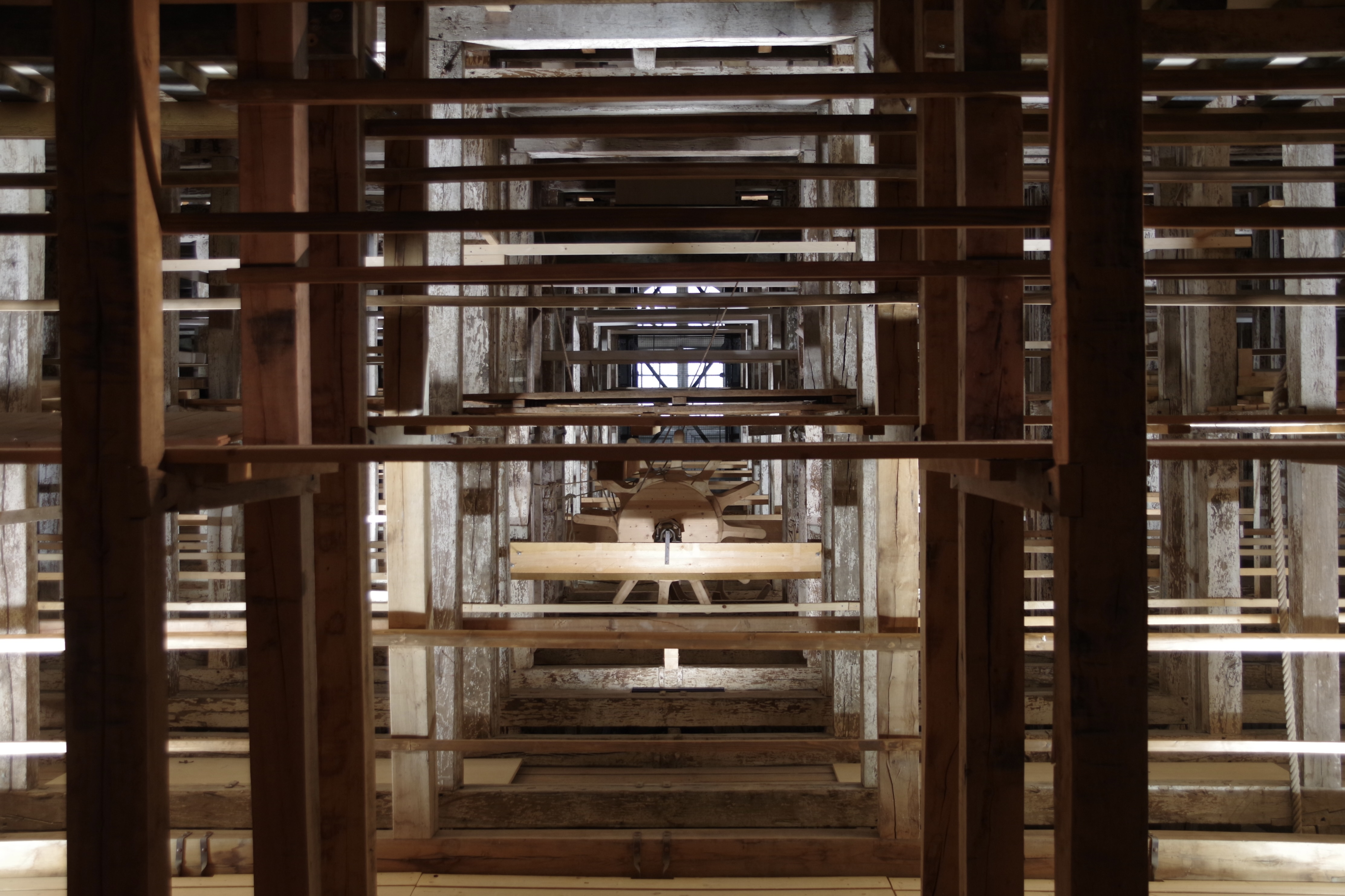
Dessous de l'Opéra (la fenêtre donne sur la rue).
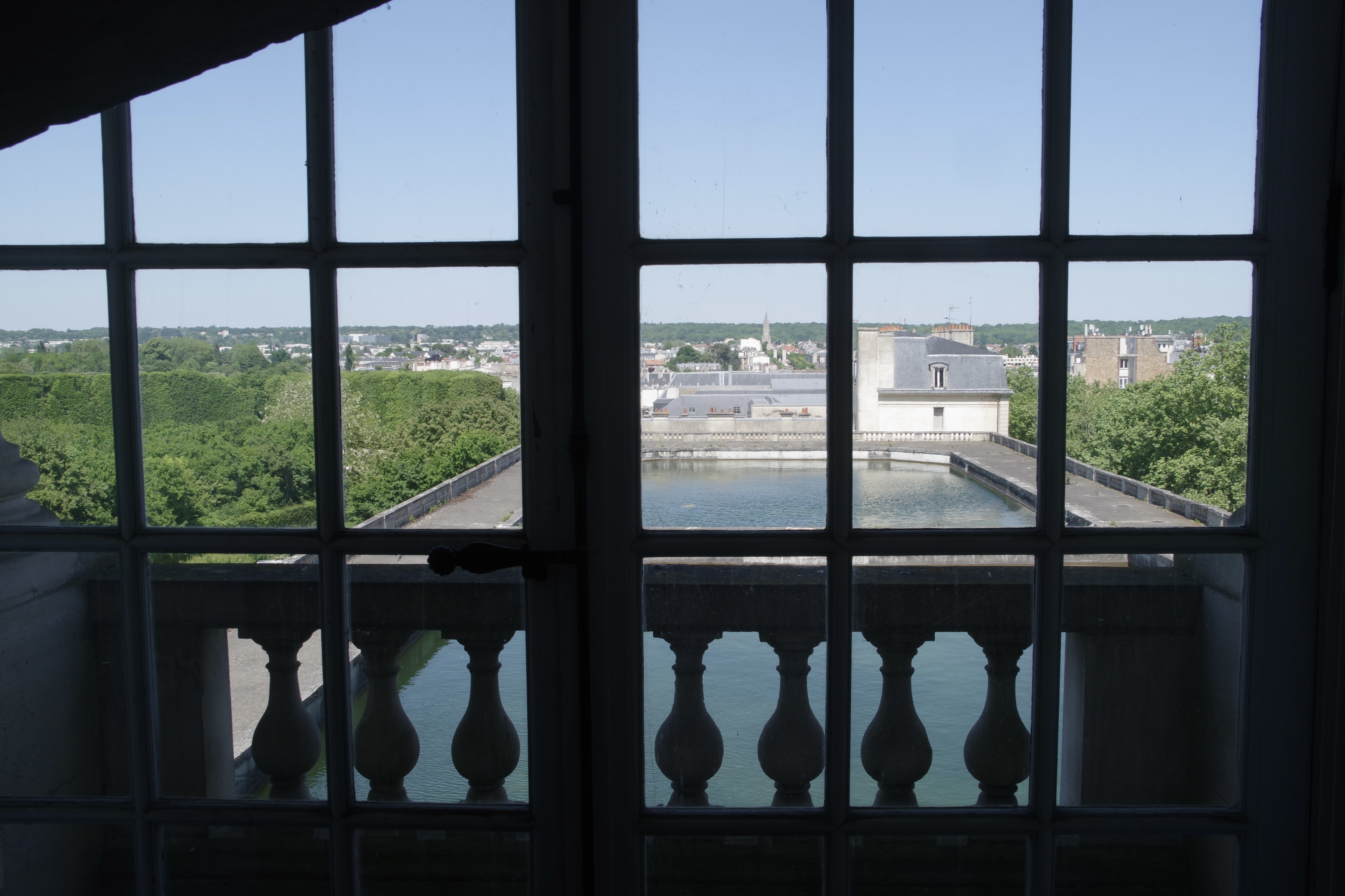
Les réservoirs.
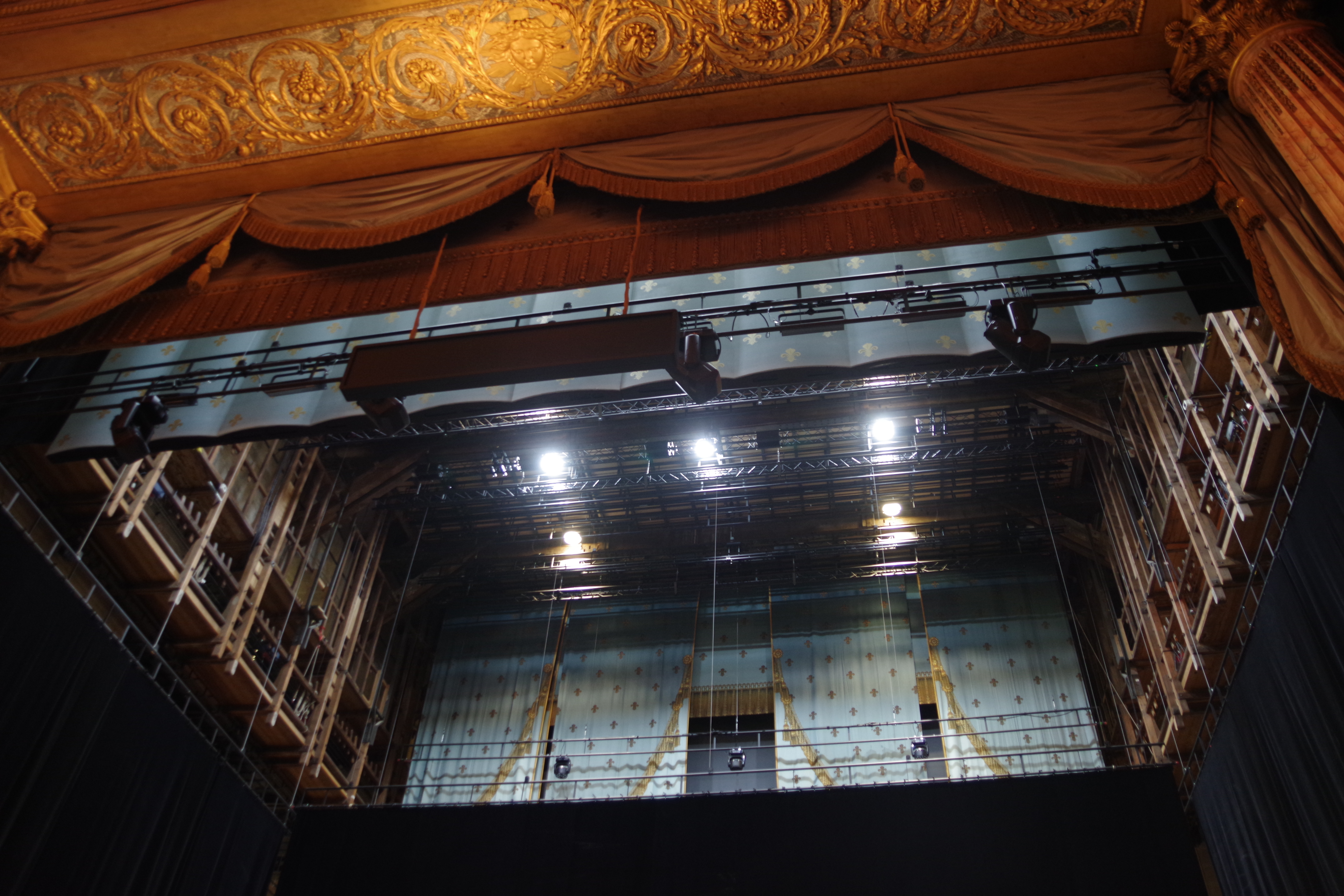
Les cintres.
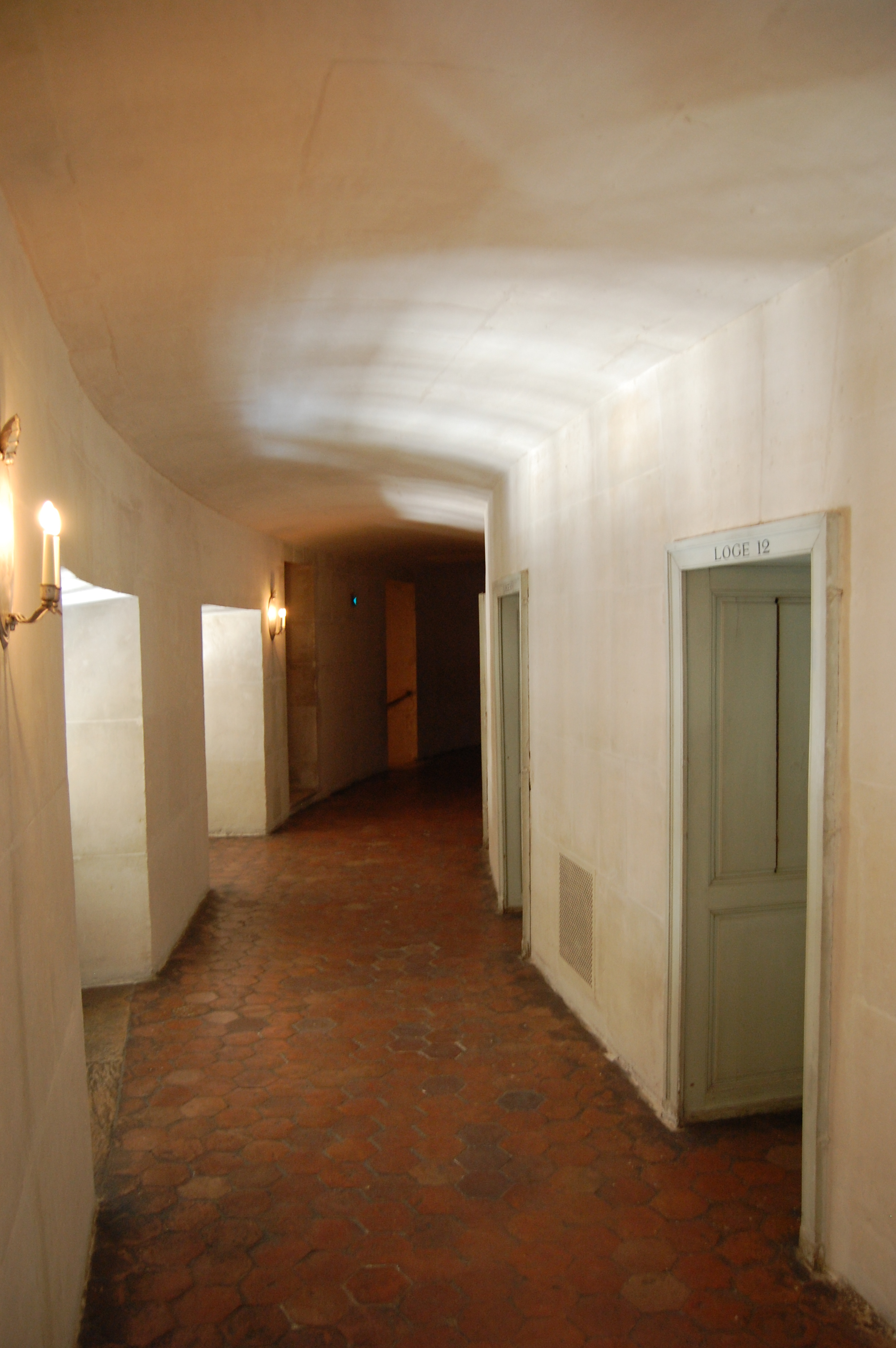
Les coursives.

### Les campagnes de restauration
L’Opéra, que Louis-Philippe fit repeindre en rouge dans les années 1840 et qui, en 1871, fut transformé en salle de séances pour l'Assemblée nationale, occupée par le Sénat à compter de 1875, fut scrupuleusement restauré de 1952 à 1956, et remis dans son état d’origine en 2009. 
Il est ainsi redevenu l’un des plus beaux théâtres du monde, illustrant à nouveau la pensée de Gabriel et les choix esthétiques de De Wailly, unissant les grâces du style rocaille finissant au néo-classicisme triomphant, et donnant, selon le mot de Pierre Patte, « une idée du progrès réalisé dans les arts sous le règne de Louis XV ».

## Architecture, décoration, aménagements et acoustique
Œuvre d'Ange-Jacques Gabriel, premier architecte du Roi, et de Charles De Wailly, contrôleur général des Bâtiments du Roi, cette salle est l'une des plus éminentes expressions du style néoclassique sous Louis XV.

### Extérieur
Deux galeries de pierre conduisent à l’Opéra : c’est par la galerie du premier étage que le roi s’y rendait, soit en gagnant directement sa loge particulière, soit en descendant l’escalier, aujourd’hui détruit, qui conduisait à la salle des Gardes, et, de là, au foyer et à l’amphithéâtre.

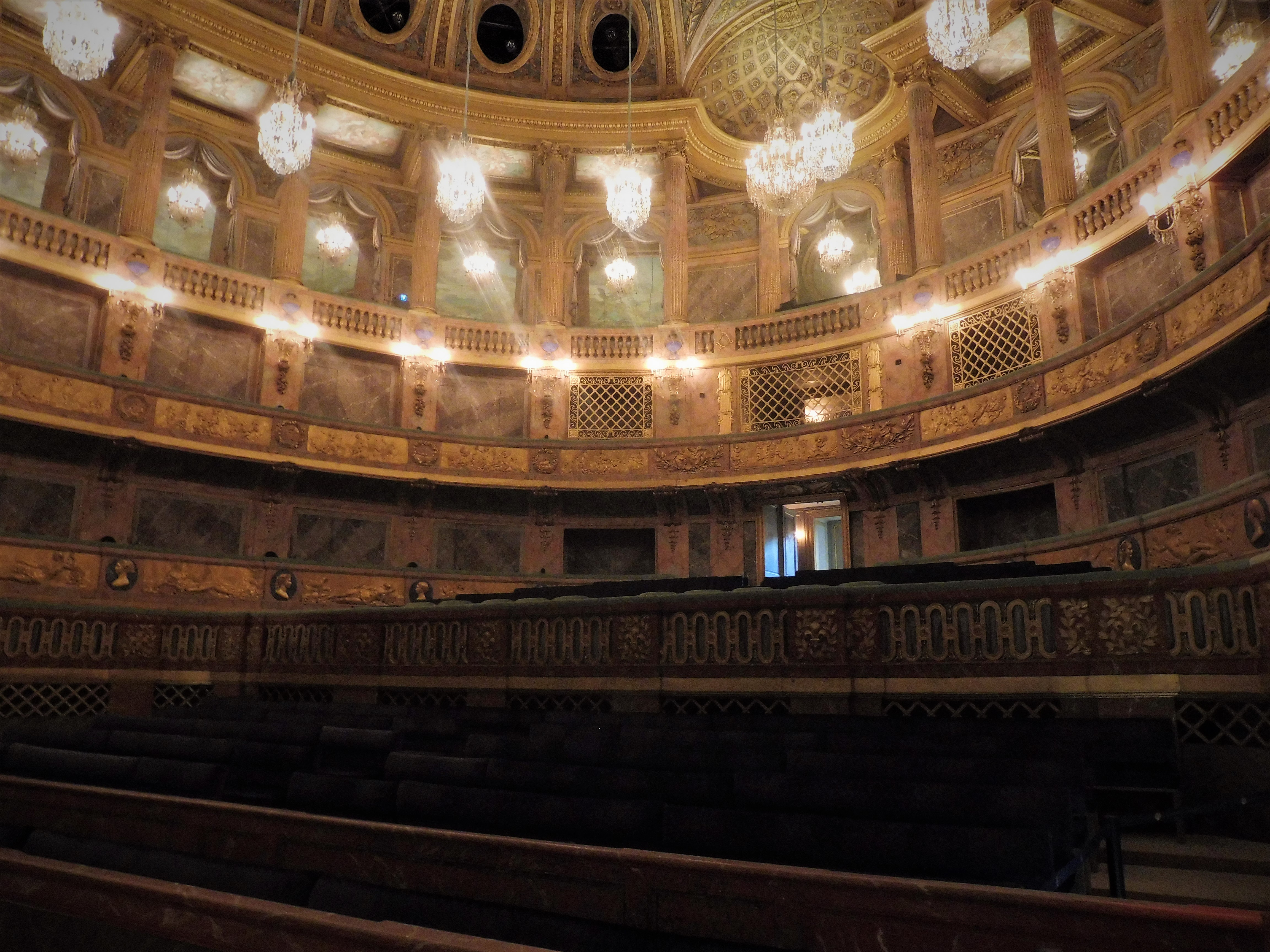
Salle de l'Opéra royal.

### Salle
Le plan de salle, nouveau pour l’époque, affecte la forme d’un ovale tronqué, et les loges traditionnelles sont remplacées par de simples balcons, en retrait l’un sur l’autre, avec des séparations à hauteur d’appui. Ces dispositions favorisent la vision et l’audition ; il n’y a pas d’angle mort dans cette salle et l’acoustique y est particulièrement remarquable, d’autant plus qu’étant entièrement construite en bois, elle résonne comme un violon.
Les proportions en sont parfaites, et l’on ne peut qu’admirer l’élégante colonnade des troisièmes loges ; quant aux miroirs qui en tapissent le fond dans lesquels se réfléchissent les demi-lustres, donnant ainsi l’illusion de lustre entiers, ils accentuent le caractère de légèreté de cette architecture qu’ils semblent répéter à l’infini.

### Décorations

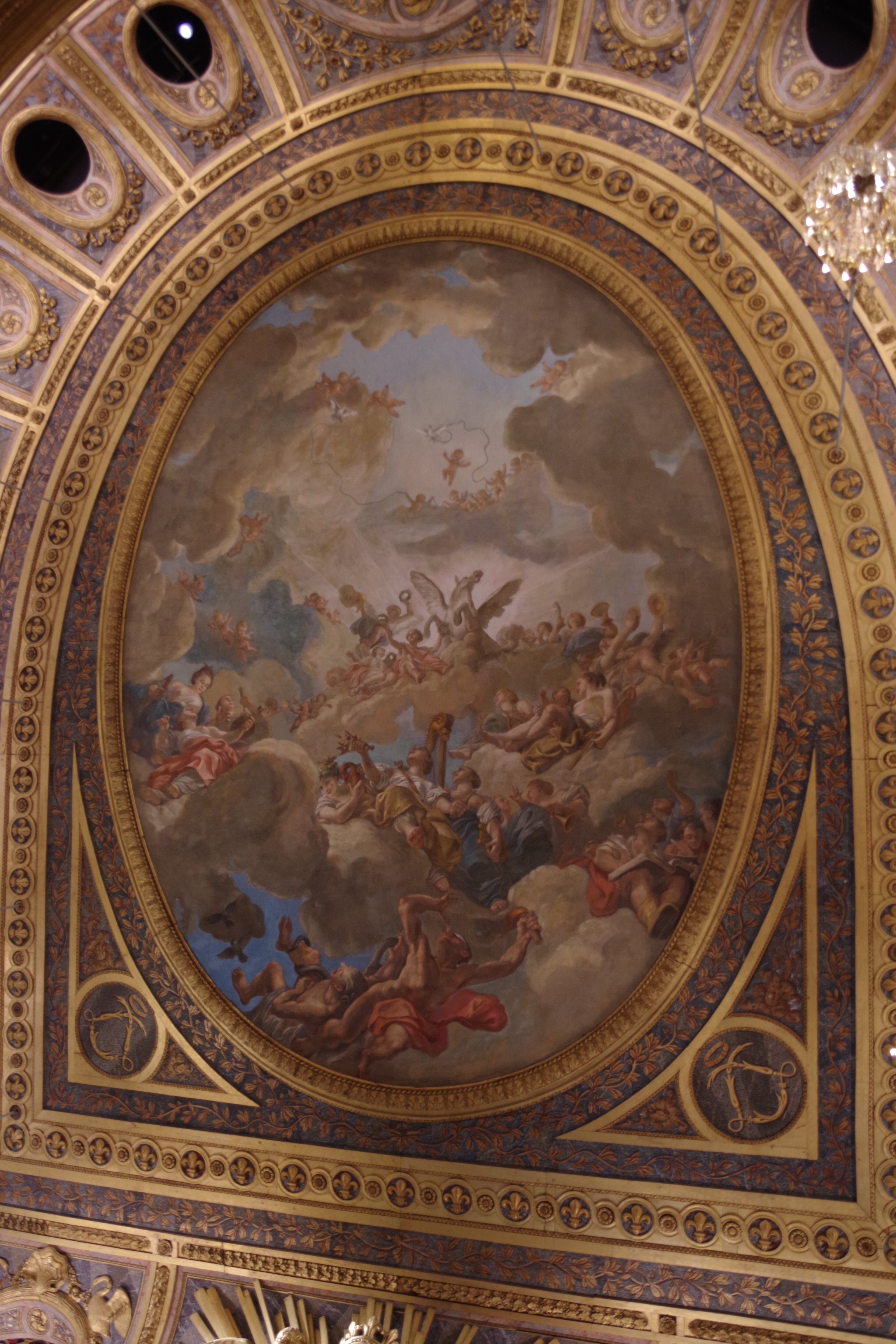
Plafond de l'opéra royal.

La décoration est particulièrement raffinée. 
Louis-Jacques Durameau a peint le plafond central, où il a représenté Apollon distribuant des couronnes aux Muses, et les douze petits plafonds de la colonnade où il a évoqué les amours des dieux. Leurs coloris délicats s’harmonisent avec le décor en faux marbre de la salle, où dominent le vert Campan et le sérancolin. 
Augustin Pajou a sculpté les bas-reliefs des premières loges où l’on voit, entre les profils des Muses et des Grâces sur le fond de lapis-lazuli, les figures allongées des dieux et des déesses de l’Olympe et ceux des secondes loges où des amours symbolisant les opéras les plus célèbres alternent avec les signes du Zodiaque. 
C’est Antoine Rousseau qui est l’auteur des trophées d’instruments de musique qui encadrent la scène et du cartouche aux armes de France qui la domine.

### Scène
Comme c’était habituellement le cas dans les théâtres de cour, l’Opéra pouvait être transformé en vingt-quatre heures en une vaste salle pour le « bal paré ». Un système de treuils permettait d’élever le parquet du parterre pour l’amener au niveau de l’amphithéâtre et de la scène, sur laquelle on construisait une seconde salle entourée de colonnades praticables et ornée d’un plafond peint par Briard. Ce dispositif ingénieux, qui fut inauguré par le bal paré clôturant les fêtes du mariage du futur Louis XVI, le 19 mai 1770, était également l’auteur de l’équipement technique de la scène. Cette dernière, dont les dimensions exceptionnelles (12.70 m d’ouverture, 29 m de profondeur, 31 m de largeur et 18 m de hauteur) font l’une des plus vastes de France, permettait donc la représentation d’opéras à grand spectacle, exigeant une figuration nombreuse et des changements de décor à vue.
La cage de scène et les installations techniques de l'opéra ont été restaurées récemment (septembre 2009) après deux ans de travaux qui ont coûté 13,5 millions d'euros.

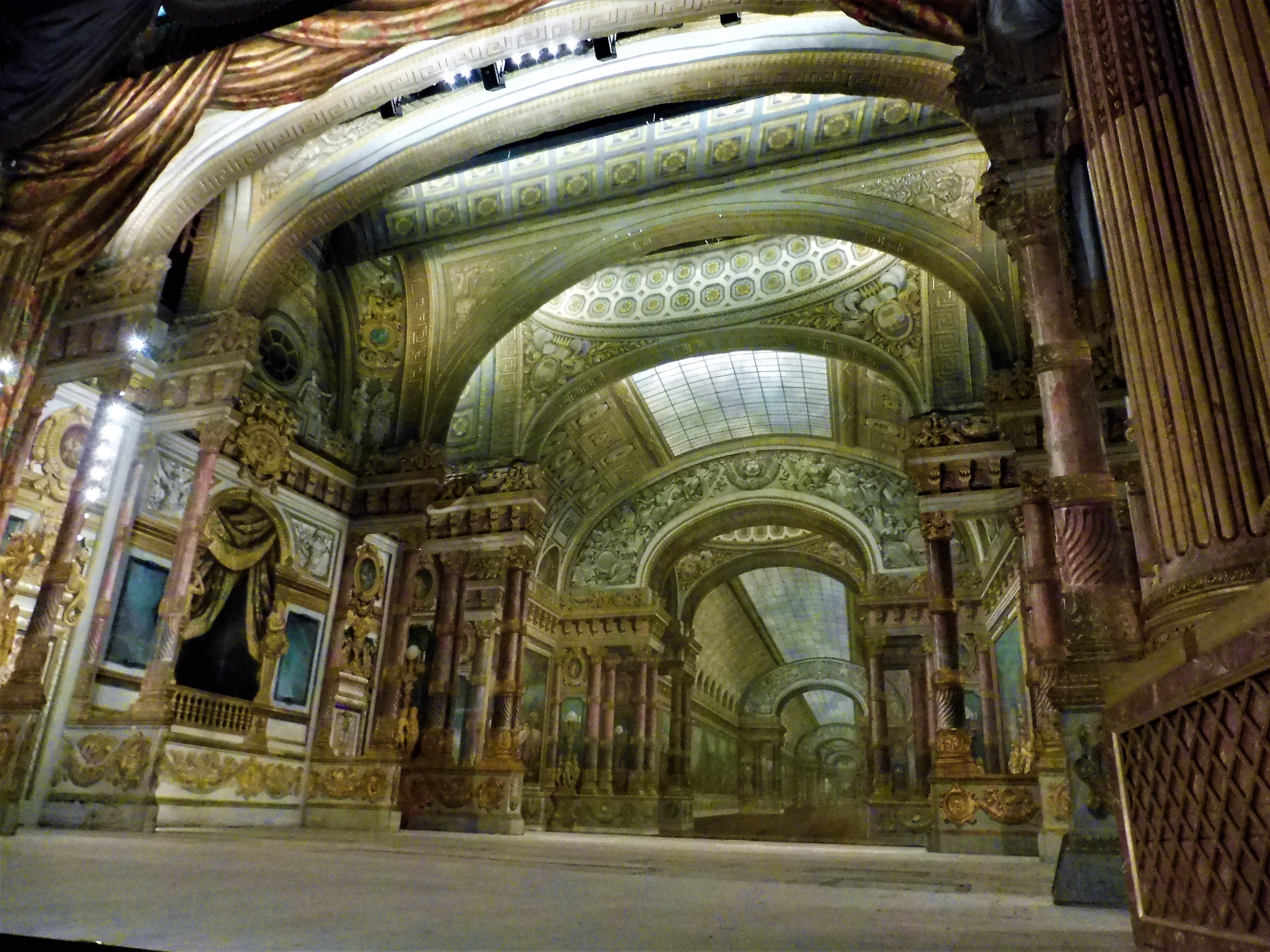
Scène de l'opéra royal.

### Loges

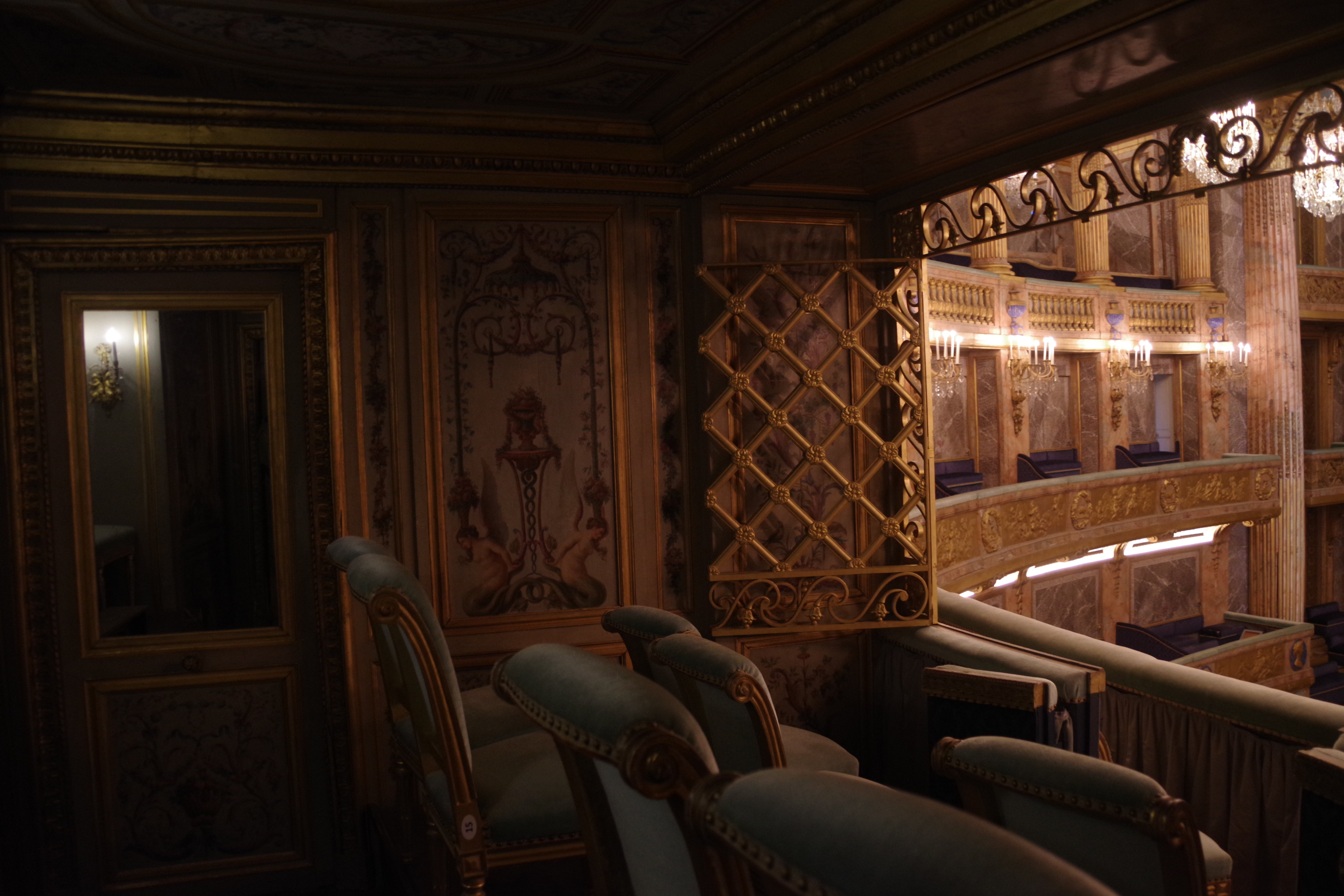
La loge royale.

Derrière le parterre, s’élève l’amphithéâtre, au premier rang duquel sont placés les fauteuils de la famille royale et les tabourets des princes et princesses du sang et des duchesses. A l’étage des secondes loges, se trouvent trois petites loges particulières qui permettaient éventuellement au Roi d’assister au spectacle dans un semi-incognito : fermées de grilles en bronze doré et décorées d’exquises arabesques par Vernet le Jeune, elles communiquent par un petit salon ovale avec la galerie conduisant aux Grands Appartements.
La salle contenait autrefois plus de mille places, elle en compte aujourd’hui un peu plus de sept cents ; la fosse d’orchestre peut recevoir quatre-vingts musiciens.

### Foyer royal
Le foyer, qui donne accès à l’amphithéâtre, est orné de statues qui sont l’œuvre de Augustin Pajou : Apollon, Vénus, l’Abondance et la Paix, la Jeunesse et la Santé, les Poèmes lyrique, pastoral, épique et dramatique.

## Utilisations

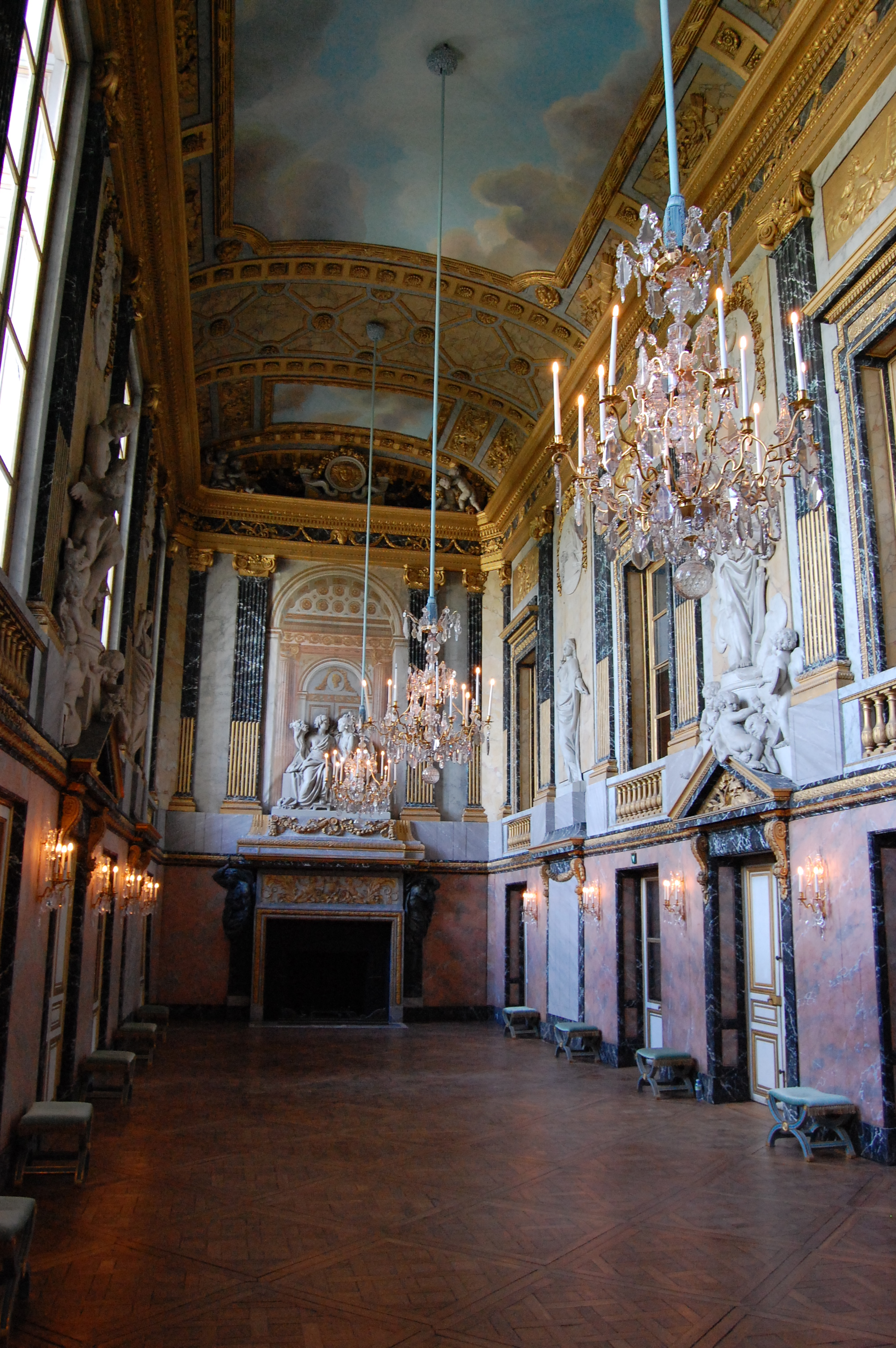
Foyer royal.

L'éclairage de la salle à la chandelle étant extrêmement coûteux et étant donné que l'opéra était surtout conçu pour servir à la fois de salle de théâtre, de salle de festin et de salle de bal, il n'était pas destiné à accueillir les spectacles ordinaires de la cour mais les événements exceptionnels, ce qui explique son utilisation très restreinte jusqu'à la fin de l'Ancien Régime.

### Ancien Régime
Située à l’extrémité de l’aile du Nord du château, cette salle est l’exemple même du théâtre de cour et constitue l’un des chefs-d’œuvre les plus remarquables du domaine de Versailles. Salle de spectacle, longtemps désirée par Louis XIV qui ne se résolut jamais à en décider la construction, l’Opéra royal ne verra le jour qu’en 1770, à la fin du règne de son arrière-petit-fils, Louis XV, et à l’occasion du mariage du futur Louis XVI et de Marie-Antoinette de Habsbourg-Lorraine. Le 28 mars 1770, alors que tout n’était que gravats, eut lieu la première répétition générale avec chanteurs et orchestre, pour tester l’acoustique. Le mariage eut lieu le 16 mai. Le premier spectacle fut Richard Cœur-de-Lion, une œuvre devenue symbole de la chute de la monarchie française.
À la fois salle de théâtre, de festin et de bal, ce fantastique décor connut cependant très rapidement un triste sort. Le fonctionnement de l’Opéra, et surtout son éclairage (3 000 bougies par soirée), se révéla si dispendieux qu’on ne l’utilisa guère. Puis survint la Révolution et l’abandon du château par la cour. « Tâchez de me sauver mon pauvre Versailles », dit Louis XVI à M.de La Tour du Pin en montant en voiture le 6 octobre 1789.

### Fin duXVIIIeet débutXIXesiècle
Que faire de Versailles et de son Opéra ? Fallait-il le détruire, puisque c’est un symbole ? le conserver ? À quoi pouvait-il servir ? Pendant  la Révolution, on le videra peu à peu, mais sans y toucher. On y envisagea une École centrale, une annexe de l’École des beaux-arts et du Conservatoire. Pendant quelque temps, un club jacobin siégea à l’Opéra. Napoléon, puis Louis XVIII ont pensé s’installer dans le palais du Roi-Soleil, mais personne n’osa. Louis-Philippe va changer la donne. Il est roi des Français, et puisque Versailles est un symbole, il suffit de le prendre à l’envers : le palais du Roi-Soleil devient un musée à Toutes les Gloires de la France. Malheureusement il détruisit l’harmonie des couleurs si savamment étudiée de l’Opéra en le repeignant en rouge et en modifiant la loge royale. La salle de l’Opéra fut inaugurée le 10 juin 1837, en présence de Victor Hugo, de Balzac, de Musset, de Dumas.

### XIXesiècle
Après un passage de Napoléon III, de l’armée prussienne, la IIIe République est proclamée. Mais Paris étant encore aux mains des communards, on fait siéger l’assemblée Nationale à Versailles, dans l’Opéra. En dix jours on transforme la salle. Le parterre et l’amphithéâtre sont recouverts d’un parquet, la fosse d’orchestre comblée, la scène transformée en tribune. Mais la nouvelle constitution prévoit deux assemblées. On a donc fini par décider de construire symétriquement, une nouvelle salle dans l’aile du Midi. En 1879, les deux assemblées retournent à Paris et ne reviendront à Versailles que pour siéger en Congrès.

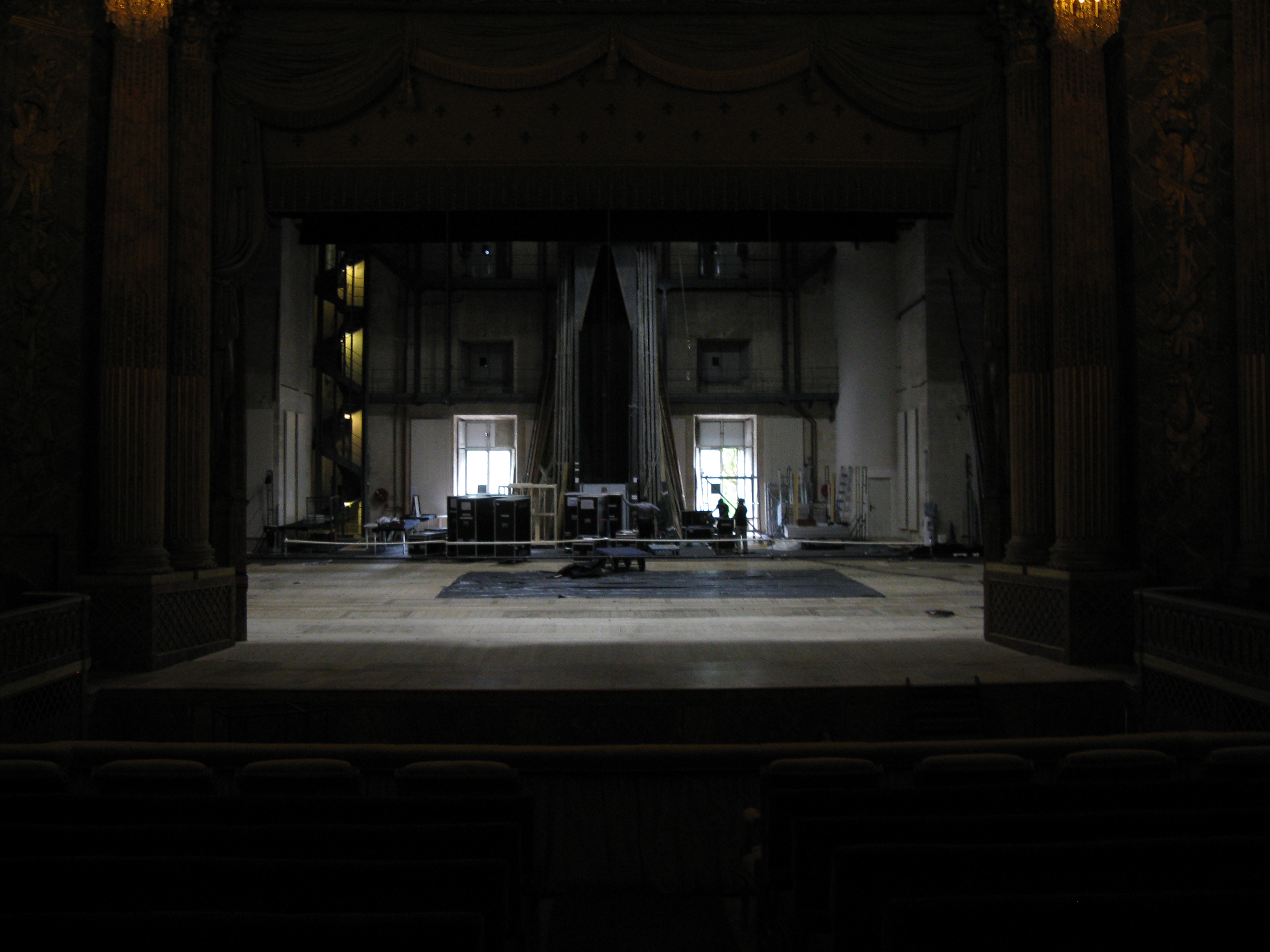
La scène de l'opéra permet d'accueillir des spectacles modernes.

### XXesiècle
Longtemps on ne songe guère à la restauration du palais, que bien peu de touristes parcourent alors. Il faudra attendre l’arrivé de Pierre de Nolhac, premier conservateur, en 1887, pour que, peu à peu, Versailles renaisse. Dans un état pitoyable après la guerre de 1914, il faudra le grand mécène américain, Rockefeller, pour que commencent les travaux de restauration. En 1957, pour recevoir la jeune reine d’Angleterre, on restaure alors l’Opéra de Gabriel, on gratte le rouge de Louis-Philippe, on retrouve des fragments de faux marbre, on retisse le velours bleu, grâce à un fragment retrouvé dans la fosse du souffleur. Malheureusement durant cette restauration, on détruisit les machines de scène, dont personne dans ces années-là ne pensait qu’on pourrait avoir un jour l’idée de les utiliser. Les 23 et 24 octobre 1990, la réouverture de l'Opéra Royal se fait sous le haut patronage de Jack Lang, alors ministre de la Culture, de la communication et des Grands Travaux, pour un concert spectacle de La Grande Écurie et la Chambre du Roy, dirigé par Jean-Claude Malgoire et intitulé : « Si Beaumarchais m'était chanté... Mozart, Salieri et Rossini à Versailles ». Le concert était organisé par la Direction du Musée et du Domaine national de Versailles et de Trianon et par le Centre de musique baroque de Versailles.

### XXIesiècle
Après deux ans de travaux, un concert de réouverture, suivi d'un dîner de gala dans la galerie des Glaces, a eu lieu le 21 septembre 2009. Des concerts et spectacles sont depuis programmés régulièrement, par Château de Versailles Spectacles, la filiale privée du château de Versailles qui exploite l'opéra royal ainsi que la chapelle royale et les grandes eaux diurnes et nocturnes.
En 2020, l'Opéra royal célèbre ses 250 ans d'existence. Des représentations étaient prévues pour célébrer l'événement, mais elles furent toutes annulées à la suite du démarrage du confinement lié à la pandémie de Covid-19 en France.

## Répertoire
Plusieurs opéras, comédies et ballets ont été joués plusieurs fois dans ce lieu durant les différents siècles.

### Opéras
- mai 2014 : Persée de Lully ;
- mars 2014 : Artaserse de Vinci ;
- mai 2014 : Tancrède de Campra ;
- 1875 ; octobre 2012 : Carmen de Georges Bizet - En 2012,  Luciano Acocella assure la direction, Vivica Genaux interprète Carmen et le ténor Florian Laconi joue Don José ;
- 1810 ; novembre 2012 : La Cambiale di matrimonio de  Gioachino Rossini -  En 2012, Leonardo García Alarcón (Direction), Job Tomé (Tobia Mill), Elisandra Melian (Fanny) ;
- 1691 ; janvier 2013 ; King Arthur or The British Worthy (Le Roi Arthur ou Le valeureux Britannique) de Henry Purcell. En  2013, Corinne et Gilles Benizio alias Shirley et Dino (mise en scène), Chantal Santon (Soprano), Ana Maria Labin (Soprano)
- 1739 ; février 2013 : Platée de Jean-Philippe Rameau - En 2013, François Raffinot (mise en scène), Vincent Bouchot (Momus), Nicolas Rivenq (Un Satyre, Citheron)
- 1726 ; juin 2013 : Alessandro de Georg Friedrich Haendel - Georges Peyrou (direction), Max Emanuel Cenčić (Alessandro), Vivica Genaux (Rossane)
- 1787 ; juin 2013 : Don Giovanni de Wolfgang Amadeus Mozart - En 2013, Jean-Paul Scarpitta (mise en scène), André Schuen (Don Giovanni), David Bižić (Leporello)
- 1722 : Renaud ou la suite d'Armide[13] de Sacchini
- 1686 ; mai 2012 : Armide de Jean Baptiste Lully - En 2012, David Fallis (Direction musicale), Peggy Kriha Dye (Armide), Colin Ainsworth (Renaud)
- 1853 ; juin 2012 : La traviata de Giuseppe Verdi - En 2012, Luciano Acocella (direction musicale), Nathalie Manfrino (Violetta Valery ), Albane Carrère (Flora Bervoix)
- 1733 ; juin 2012 : Orlando de Georg Friedrich Haendel - En 2012, Alan Curtis (Direction), Iestyn Davies (Orlando), Roberta Mameli (Angelica)
- 1735 ; juin 2012 : Alcina de Georg Friedrich Haendel - En 2012, Christophe Rousset (direction), Karina Gauvin (Alcina), Ann Hallenberg (Ruggiero)
- 1724 ; juin 2012 : Giulio Cesare (Jules César) de Georg Friedrich Haendel - En 2012,  Ottavio Dantone (direction), Sonia Prina (Giulio Cesare), Maria Grazia Schiavo (Cleopatra)
- 1762 ; juin 2012 : Orfeo ed Euridice (Orphée et Eurydice) de Christophe Willibald Gluck - En 2012, Mathieu Romano (Direction du chœur), Varduhi Abrahamyan (Orphée), Ingrid Perruche (Eurydice)
- 1738 ; juillet 2012 : Serse (Xerxès) de Georg Friedrich Haendel - En 2012, Jean-Christophe Spinosi (direction), Malena Ernman (Serse), Adriana Kučerová (Romilda)
- 1724 ; juillet 2012 : Tamerlano, Georg Friedrich Haendel - En 2012, Marc Minkowski (direction), Christophe Dumaux (Tamerlano), Tannis Christoyannis (Bajazet)
- 1711 ; janvier 2011 : Rinaldo de Georg Friedrich Haendel - En 2011, Louise Moaty (mise en scène), Mariana Rewerski (Rinaldo), Katerina Knezíková (Almirena)
- 1858 ; janvier 2011 : Orphée aux Enfers, Jacques Offenbach, Yves Beaunesne (mise en scène), Pauline Courtin (Eurydice), Jean-François Novelli (Orphée)
- 1642 ; février 2011 : L'Incoronazione di Poppea (Le Couronnement de Poppée), Claudio Monteverdi, Christophe Rauck (mise en scène), Valérie Gabail (Poppée), Maryseult Wieczorek (Néron)
- 1691 - 2011, 2013, 2016 : King Arthur or The British Worthy (Le Roi Arthur ou Le valeureux Britannique), Henry Purcell,  - Corinne et Gilles Benizio (Shirley et Dino) (conception et mise en scène), Ana Maria Labin (sopranos), Chantal Santon-Jeffery (sopranos)
- 1689 ; mars 2011 : Dido and Aeneas (Didon et Enée), Henry Purcell, Sébastien d'Hérin (direction musicale), Isabelle Druet (Didon), Chang-Han Lim (Enée)
- 1858 ; avril 2011 : Le Médecin malgré lui, Charles Gounod, Sandrine Anglade (mise en scène), Olivier Naveau (Sganarelle), Marie-Paule Bonnemason (Martine)
- 1724 ; mai 2011 : Giulio Cesare (Jules César), Georg Friedrich Haendel, - Jean-Claude Malgoire (direction), Christophe Dumaux (Giulio Cesare), Sonya Yoncheva (Cléopâtre)
- 1676 ; juillet 2011 : Atys, Jean Baptiste Lully, Jean-Marie Villegier (mise en scène)
- 1790 ; décembre 2009 : Cosi fan tutte, Wolfgang Amadeus Mozart, François Bazola (direction musicale), Magali de Prelle (Fiordiligi), Soula Parassidis (Fiordiligi)
- 1787 ; février 2010 : Don Giovanni, Wolfgang Amadeus Mozart, David Stern (direction), Marc Callahan (Don Giovanni), Jacquelyn Wagner (Donna Anna)
- 1786 ; mars 2010 : Le Nozze di Figaro (Les Noces de Figaro), Wolfgang Amadeus Mozart, Riccardo Novaro (Il Conte Almaviva), Carlos Esquivel (Figaro)

### Ballets
- Ballet Preljocaj : Suivront mille ans de calme : Blanche Neige - Roméo et Juliette - Les Nuits - La Fresque
- Ballet Batsheva
- Ballet National de Marseille
- Béjart Ballet Lausanne : Boléro - Le Mandarin Merveilleux - Piaf
- Ballet du Volksoper de Vienne : Marie-Antoinette
- Ballet de Madrid : Coppélia
- Maladain Ballet Biarritz : Cendrillon - La Belle et la Bête
- Compagnie l'Eventail : Ballets de Noverre
- École de danse de l'Opéra de Paris : gala du 300e anniversaire de l'École

### Concerts
- Vanessa Paradis - juillet 2010
- Juliette Gréco - décembre 2009
- Barbara Hendricks
- Lang Lang
- Le concert du 31 décembre 2020 a été tourné dans l'opéra le 14 Décembre 2020

### Théâtre
- Bérénice, par la Comédie-Française

### Comédie-ballet
- 1670 ; novembre 2012 : Le Bourgeois gentilhomme de Jean Baptiste Lully, Molière - En 2012 : Denis Podalydès (mise en scène), Emeline Bayart (Madame Jourdain), Manon Combes (Nicole)
- 2022 : Le Malade imaginaire, de Molière par la Comédie-Française

### Émission télévisée
- Le Grand Échiquier est tournée dans l'opéra[Quand ?]